# Monsieur Sade
Pour plus de détails, voir Fiche technique et Distribution.
Monsieur Sade est un film français réalisé par Jacques Robin, sorti en 1977.

## Synopsis
Le film se compose d'une succession de saynètes inspirées de diverses œuvres du marquis de Sade, principalement de Justine ou les Malheurs de la vertu et de l'Histoire de Juliette, ou les Prospérités du vice, mais aussi de La Philosophie dans le boudoir. Le fil directeur principal est l'histoire de Justine et Juliette. Ces séquences censées se dérouler au XVIIIe siècle sont présentées par un historien des années 1970 dialoguant avec sa secrétaire, laquelle transcrit ses propos au moyen d'une machine à écrire.

## Fiche technique
- Réalisation : Jacques Robin
- Scénario : Jacques Robin et Christian Le Guillochet
- Musique : Pierre Bachelet
- Photographie : Jacques Robin
- Son : Claude Reggane
- Production : Georges Duairam
- Société de production : Films et Relations publiques (FIREP)
- Société de distribution : Impex Films
- Pays d'origine :  France
- Durée totale : 73 minutes
- Certification : interdit aux moins de 18 ans (en 1977)
- Date de sortie : 19 janvier 1977

## Distribution
- Bernard Sury : l'historien
- Frédérique Monge : la mère
- Juliette de Fillerval : Juliette
- Roger Ribes : le premier comte
- Rodolphe Berak : le second comte
- Jean-Félix Cuny : le chevalier
- Isabelle Claire : le Cœur

## Autour du film
Le film a été tourné avec une équipe très restreinte de quinze personnes,. Les scènes inspirées des œuvres de Sade sont toutes filmées sur une scène de théâtre avec un décor très minimaliste (une banquette recouverte parfois d'une peau de mouton), dans l'esprit des mises en scène dépouillées du théâtre contemporain. 
Le film, qui comprend plusieurs scènes érotiques, s'ouvre sur une séquence montrant un acte sexuel non simulé, sans rapport avec le reste du métrage. Malgré cette scène, Monsieur Sade ne fut pas classé X et reçut seulement une interdiction aux moins de 18 ans (correspondant aujourd'hui à une interdiction aux moins de 16 ans). Une autre scène montre, plus brièvement, un acte sexuel non simulé, quand l'une des actrices du film prend dans sa bouche les pénis de plusieurs de ses partenaires.
La musique du film est composée par Pierre Bachelet, qui avait auparavant conçu la bande musicale de deux films érotiques, Emmanuelle et Histoire d'O.

## Éditions en vidéo
Le film fut édité en vidéo dès 1977 par la société Space Vidéo, à une époque où les magnétoscopes commençaient seulement à se répandre. Il connut ensuite une nouvelle édition, toujours sous forme de cassette, en 1984 par la société Sodisci. À l'heure actuelle, il n'en existe aucune édition sous forme de DVD.